# Заправка картриджей
Заправка картриджа (англ. toner refill, англ. ink refill — добавление чернил) относится к процессу очистки картриджа принтера от отработанного тонера или чернил, и заполнения его новым тонером (для лазерных принтеров) или чернилами (для струйных принтеров), что позволяет многократно использовать картридж для печати изображений.

## Методы заправки
Существует несколько видов заправки картриджей:

### Заправкалазерныхкартриджей
С помощью набора для заправки, в который входит совместимый тонер, обнуленный чип и детальная инструкция, пользователь производит заправку самостоятельно. Существует большое количество различных по качеству тонера наборов заправщика (Uni-Kit toner refill kits), которые доступны в специализированных магазинах.

### Заправкаструйныхкартриджей
Некоторые пользователи после исчерпания картриджей перезаправляют их чернилами, так как это дешевле покупки новых. Это не приветствуется компаниями-производителями печатающих устройств.

### Заправка и перепродажа вторым или третьим лицом
Множество коммерческих компаний продают заправленные картриджи, в качестве начального сырья используя пустые (закончившиеся) оригинальные картриджи, которые они получают у компаний, занимающихся скупкой пустых оригинальных картриджей у частных лиц и компаний, предпочитающих использовать только новые оригинальные картриджи. В этом варианте картридж проходит определённую процедуру — помимо обычной заправки, заменяются определенные детали картриджа. Например, ОРС барабан и smart-чип картриджа. Далее картридж маркируется и упаковывается в новую коробку. На коробке, как следствие, изображают собственную торговую марку компании-изготовителя (продавца), так что при этом соблюдаются правила торговли.

## Экономическая мотивация заправки картриджей
Прежде всего, активный спрос на заправленные картриджи продиктован ценовой политикой. Пример:
Цена нового оригинального лазерного картриджа Q2612A (для HP 10XX) составляет в среднем 5000-7000 рублей, а цена заправки колеблется в районе 450—500 рублей.
Заправка картриджей для струйных принтеров обходится значительно дешевле, вот небольшая таблица, показывающая разницу в стоимости:
| Модель картриджа | Стоимость оригинала (рублей) | Стоимость заправки (рублей) | Экономия |
| ---------------- | ---------------------------- | --------------------------- | -------- |
| HP 121XL         | 1290                         | 180                         | 86 %     |
| Epson T0461      | 670                          | 250                         | 63 %     |
| Canon CLI-8Bk    | 485                          | 150                         | 69 %     |

## Позиция производителей оргтехники
Компании-производители оргтехники не приветствуют заправку картриджей и используют различные приемы для того, чтобы затруднить или сделать невозможной заправку пустого картриджа. Часто практикуется установка специальной микросхемы, хранящей информацию о количестве отпечатанных страниц или плавкого предохранителя, перегорающего при окончании ресурса. Для заправки подобных картриджей требуется перепрограммирование либо замена микросхемы или замена плавкого предохранителя. Также правилами гарантийного обслуживания может быть предусмотрен отказ в осуществлении гарантийного ремонта в случае применения неоригинального либо заправленного картриджа.

## Безопасность
Попадание на кожу тонера или краски может вызвать аллергическую реакцию, если вдыхать тонер, то это может привести к нарушению работы органов дыхания, обоняния, так же, существуют некоторые риски при самостоятельной заправке картриджей, с летальным исходом — часто асфиксия легких, так как тонер — это мелкодисперсный полимер. Если заправка производится самостоятельно, то рекомендуется соблюдать меры предосторожности, в частности использовать средства индивидуальной защиты, такие как: резиновые перчатки, респиратор и специальные очки, так же желательно производить заправку в помещениях, исключающих возможность возникновения сквозняков, но в то же время, на рабочем месте где будут производиться работы по обслуживанию и заправке картриджей, желательно иметь вытяжку. Тонер не токсичен, но должен храниться в труднодоступном месте от людей, которые не знают, как с ним обращаться. Ответственность и безопасность здоровья должны быть учтены при хранении, транспортировке и реализации этого продукта.